# 金岷秀
金岷秀（1975年1月22日—）是一名韩国男子柔道运动员、职业综合格斗家以及踢拳运动员。他在1996年巴塞罗那夏季奥林匹克运动会中，参加了男子柔道比赛并获得95公斤级银牌。金岷秀于2011年退役，退役后他成为一名柔道教练。